# Nagan Raya (huyện)
Huyện Nagan Raya là một huyện (kabupaten) thuộc tỉnh Aceh, Indonesia. Huyện lỵ đóng ở Suka Makmue. Huyện có diện tích 3928 km2, sân số theo điều tra năm 2000 là 63.640 người.

## Các đơn vị hành chính
Huyện gồm có 8 phó huyện hành chính (kecamatan) sau:
1. Beutong
2. Darul Makmur
3. Kuala
4. Seunagan
5. Seunagan Timur
6. Tadu Raya
7. Kuala Pesisir
8. Kuala Pesisir